# Tim Powers
Timothy Thomas Powers (Buffalo, 29 febbraio 1952) è uno scrittore statunitense di romanzi di fantascienza e fantasy.
La maggior parte delle opere di Powers si basa su avvenimenti o personaggi storici in cui l'autore inserisce elementi occulti o soprannaturali.

## Biografia
Powers è cresciuto in California da una famiglia cattolica. Ha studiato letteratura inglese alla California State University di Fullerton dove per la prima volta incontrò James Blaylock and K. W. Jeter. I tre sono rimasti buoni amici anche dopo il college e hanno talvolta lavorato insieme. Durante tale periodo Powers conobbe e diventò amico del celebre scrittore Philip K. Dick, tanto che il personaggio di David nel romanzo di Dick Valis si basa appunto su Powers.
La prima opera di Powers a riscuotere un certo successo fu Il re pescatore (The Drawing of the Dark) nel 1979 ma l'opera che lo fece conoscere al grande pubblico fu Le porte di Anubis (The Anubis Gates), vincitore del premio Philip K. Dick e tradotto in numerose lingue.
Vive con la moglie a Muscoy in California.

## Opere

### Universo deLe porte di Anubis
La serie ebbe origine da un romanzo pensato come testo autoconclusivo:
- Le porte di Anubis (The Anubis Gates), Ace Books, 1983. Traduzione di Bernardo Cicchetti, Il Libro d'Oro della Fantascienza 49, Fanucci Editore, 1991. La prima stesura manoscritta, non ancora sottoposta a revisione, è stata pubblicata nel volume Powers: Secret Histories: A Bibliography, PS Publishing, 2009.

Successivamente l'autore ha collocato nella stessa ambientazione del romanzo altri due racconti spin-off:
- "Nobody's Home", come chapbook per Subterranean Press, 2014.
- "The Properties of Rooftop Air", come chapbook per Subterranean Press, 2020.

### Lamia
1. Lamia (The Stress of Her Regard), Ace Books, 1989. Traduzione di Bernardo Cicchetti, Dark Fantasy 5, Fanucci Editore, 1992.
2. La tomba proibita (Hide Me Among the Grave), William Morrow, 2012. Traduzione di Paola Vitale, Vertigo, Newton Compton Editori, 2013.

### Fault Lines
1. L'ultima chiamata (Last Call), William Morrow, 1992. Traduzione di Susanna Bini, Il Libro d'Oro 82, Fanucci Editore, 1995.
2. Expiration Date, Voyager, 1995.
3. Earthquake Weather, Legend, 1997.

### Vickery & Castine
1. Alternate Routes, Baen Books, 2018.
2. Forced Perspectives, Baen Books, 2020.
3. Stolen Skies, Baen Books, 2022.

### Romanzi autoconclusivi
Sono elencati sia i romanzi veri e propri (novel) sia i romanzi brevi (novella).
- The Skies Discrowned o Forsake The Sky, Laser Books 28, Laser Books, 1976.
- An Epitaph in Rust o Epitaph in Rust, Laser Books 47, Laser Books, 1976.
- Il Re Pescatore (The Drawing of the Dark), Del Rey / Ballantine, 1979. Traduzione di Annarita Guarnieri, Fantacollana 66, Editrice Nord, 1986.
- Il palazzo del mutante (Dinner at Deviant's Palace), Ace Books, 1985. Traduzione di Gianluigi Zuddas, Cosmo Argento 179, Editrice Nord, 1987.
- Mari stregati (On Stranger Tides), Ace Books, 1987. Traduzione di Bernardo Cicchetti, Il Libro d'Oro 71, Fanucci Editore, 1994.
- Where They Are Hid, Charnel House, 1995.
- Declare, Subterranean Press, 2001.
- Three Days to Never, Subterranean Press, 2006.
- A Time to Cast Away Stones, Subterranean Press, 2009.
- The Waters Deep, Deep, Deep, romanzo incompiuto pubblicato nel volume Powers: Secret Histories: A Bibliography, PS Publishing, 2009.
- Salvage and Demolition, Subterranean Press, 2013.
- Down and Out in Purgatory, Subterranean Press, 2016.
- Medusa's Web, Corvus, 2016.

### Raccolte di racconti
- The Way Down the Hill / The Pink of Fading Neon, Axolotl Double A-1, Axolotl Press, 1986; con James Blaylock. Comprende un racconto di Powers e uno di Blaylock, con commenti rispettivamente di Edward Bryant e Charles de Lint.
- On Pirates, Subterranean Press, 2001; con James Blaylock sotto lo pseudonimo di William Ashbless. Comprende due saggi, un racconto e una poesia.
- Night Moves and Other Stories, Subterranean Press, 2001. Comprende un'introduzione di James Blaylock, il romanzo breve Where They Are Hid, tre racconti e un saggio di Powers, e due racconti in collaborazione con Blaylock.
- The Devils in the Details, Subterranean Press, 2003; con James Blaylock. Comprende un'introduzione di Powers e una postfazione di Blaylock, il romanzo breve di Blaylock The Devils in the Details, un racconto di Powers e un racconto collaborativo.
- Strange Itineraries, Tachyon Publications, 2005. Comprende un'introduzione di Paul Di Filippo e tutti i testi brevi di Powers (individuali e in collaborazione con Blaylock) apparsi nei precedenti volumi, per un totale di otto racconti e il romanzo breve Where They Are Hid.
- The Bible Repairman and Other Stories, Tachyon Publications, 2011. Comprende un'introduzione di Powers stesso, il romanzo breve A Time to Cast Away Stones e cinque racconti.
- Down and Out in Purgatory: The Collected Stories of Tim Powers, Baen Books, 2017. Comprende introduzioni di David Drake e Tony Daniel, i quattro romanzi brevi Salvage and Demolition, Where They Are Hid, A Time to Cast Away Stones e Down and Out in Purgatory, un racconto dell'universo de Le porte di Anubis, e sedici racconti. La ristampa in edizione limitata Charnel House (2018) comprende un'introduzione di Howard Kaylen e un diciassettesimo racconto aggiuntivo.

### Altre opere
- The Complete Twelve Hours of the Night (1986), pamphlet scritto con James Blaylock sul mondo de Le porte di Anubis.
- A Short Poem by William Ashbless (1987), scritto con Phil Garland e James Blaylock.
- The William Ashbless Memorial Cookbook (2002), scritto con James Blaylock.
- The Bible Repairman (2005).
- Nine Sonnets by Francis Thomas Marrity (2006): raccolta di nove sonetti "scritti" da uno dei protagonisti di Three Days to Never e pubblicato in suo allegato.
- A Soul in a Bottle (2007): storia di fantasmi riguardante Edna St Vincent Millay.
- Three sonnets by Cheyenne Fleming (2007): pubblicato in allegato a A Soul in a Bottle.
- Salvage and Demolition (2012): racconto sui viaggi nel tempo.

## Influenza culturale
Il romanzo Mari stregati ha dato l'ispirazione a Ron Gilbert per i personaggi principali di Monkey Island, la serie di videogiochi da lui creata nel 1990.
La trama del film Pirati dei Caraibi - Oltre i confini del mare, quarto capitolo della saga Pirati dei Caraibi, prende ispirazione proprio da Mari stregati.